# HidyBoy
Hidyboy（ヒッディボーイ）または柳島HiD（やなぎしま ヒッド）は、ゲームを中心としたCGデザイナー。本名は柳島秀行（やなぎしま ひでゆき）。

## 来歴
グラフィッカーではあるが、以前は企画から制作指揮までをおこなっていたPCゲーム畑の人間であった。
1987年にゲームソフト制作会社マイクロキャビン入社、PCゲーム「サーク」を企画し制作をする。サークの企画時にはデザイナーでありながら自らアセンブラでマップエディタを作成したり、インハウスツールのアドベンチャーゲームツールによるビジュアルシーンも作成してプレゼンをした逸話をもつ。また、プログラムと音楽以外のほとんどを手掛けていたらしく、制作時には会社に住んでいたという逸話もある。
サークの制作後は「フレイの大冒険」を企画するが、社命により断念し「サークII」を制作することになる。その後に外伝となる「ガゼルの塔」ではビジュアルシーンのみを担当。その後に当時としては珍しい3Dタイプのアクションゲーム「エルムナイト」を制作する。ここでも2時間30分を超えるビジュアルシーンを作成した。
3DCGへは1992年「Shade」というソフトウェアから入り、「ソードアンドソーサリー」のムービーパートから「Softimage3D」使用し始める。以降「紺碧の艦隊」(販売は別会社)「ソードアンドソーサリー」「リグロードサーガ」等で3DCGのムービーパートを中心に制作に参加するが、3DCG制作に専念するために退職フリーとなる。
現在では「Softomage XSI」をメインツールとして使用している。当初より"バーチャルアクトレス"の制作を目標に掲げ、人体モデルを研究をおこなっていた。
2001年には三重県から東京都へ移住しゲームソフト制作会社(株)カプコン入社。9年間に渡り『鬼武者』等の主にコンシューマ関連のゲームキャラクターデザインとモデル制作を担当。モンスターハンター・フロンティアではパッケージ画像の制作もおこなっていた。フリーランスとして活動するため2010年退職。
フリーランスとして大手ゲーム関連のパブ用画像の制作やパチンコ向けのモデル制作、映像を制作をおこなう。映像関連では荒牧伸志氏が監督するスターシップ・トゥルーパーズ インベイジョンでキャラクターモデラーとして参加している。
2014年Softimageの制作終了に伴いMayaにメインツールを移行する。移行を機にゲームソフト制作会社(株)スクウェア・エニックスのヴィジュアルワークスに入社。無論、入社する際の理由はMaya修行であったという。主に映像とパブ関連のデザインとモデル制作を担当していた。2018年退職。
現在フリーランスで活動中。

## 主な作品

### マイクロキャビン在籍時
- セイレーン
- サーク (企画、シナリオ、キャラクターデザイン、キャラ、マップ、ビジュアルシーン)
- フレイ (企画原案…サークIIによりボツる)
- サークII ライジング・オブ・ザ・レッドムーン (企画、シナリオ原案、キャラクターデザイン、キャラ、マップ、ビジュアルシーン)
- The Tower of Gazzel 〜Xak -ガゼルの塔- (キャラクターデザイン、ビジュアルシーン)
- エルムナイト (キャラクターデザイン、メカデザイン、ビジュアルシーン)
- ライフステージ (企画、グラフィックス、3DCGムービー)
- 紺碧の艦隊 (3DCGムービーのパート(3DO,PC-FX))
- ソードアンドソーサリー (3DCGムービーのパート)
- リグロードサーガ (オープニング3DCGムービー)

### フリーランス1期
- アゴスト・スーパーグラフィックスへの執筆
- 月刊GraphicsWorld（執筆、表紙制作）
- 月刊CGWorldへの多数執筆
- CRデンデンデン(モデル制作、グラフィックス)
- CRぱちんこウルトラセブン(モデル制作)
- TASCHEN デジタルビューティー執筆

### (株)カプコン在籍時
- PS2「新 鬼武者 DAWN OF DREAMS」(キャラクターモデル制作)
- PS3、Xbox 360次世代機の研究開発(キャラクターモデル制作)
- Xbox 360版「デッドライジング」モデリングサポート(キャラクターモデル制作)
- PS2 「クリムゾンティアーズ」(キャラクターモデル制作)。
- PC、Xbox 360「モンスターハンター フロンティア」(キャラクターデザイン、モデル制作)

### フリーランス2期
- シャープ 3D携帯向け3D動画コンテンツの作成(キャラクターモデル制作、アニメーション、レンダリング)
- 映画スターシップ・トゥルーパーズ インベイジョン 人物頭部モデル作成(キャラクターモデル制作)
- 3DS版 METAL GEAR SOLID - SNAKE EATER パプ向け画像の作成(キャラクターモデル制作、レンダリング)
- シャープ 4K・2Kモニター デモ用自動車モデルの作成(車輌モデル制作)
- CRストリートファイター 背景動画制作
- IXION SAGA パプ向け画像の作成(キャラクターモデル制作、レンダリング)
- モンスターハンター フロンティアG パプ向け画像の作成(キャラクターモデル制作、レンダリング)
- メタルギア ライジング リベンジェンス パプ向け画像の作成(キャラクターモデル制作、レンダリング)

### (株)スクウェア・エニックス在籍時
- FF14 映像向けモデル制作(キャラクターモデル制作)
- FF14 海外パッケージ用モデル制作(キャラクターモデル制作)。
- FFBE 映像向けモデル制作(キャラクターモデル制作)
- JUST CAUSE3 映像向けモデル制作(キャラクターモデル制作)
- FF7リメイク 映像向けモデル制作(キャラクターモデル制作)
- ガンスリンガーストラトス 映像向けモデル制作(キャラクターモデル制作)
- Visual Works Character Prototype 映像向けモデル制作(デザイン、キャラクターモデル制作)
- ディシディア ファイナルファンタジー 映像向けモデル制作(キャラクターモデル制作)
- USJファイナルファンタジー XRライド 映像向けデザイン(キャラクター&プロップデザイン)

## ホームページ
- Hidyboy web
- Studio HiD
- Hidyboy's Blog